# Return (album)
Return – drugi album studyjny południowokoreańskiej grupy iKON, wydany 25 stycznia 2018 roku przez wytwórnię YG Entertainment. Płytę promował singel „Love Scenario”.
Koreańska wersja albumu została wydana w Japonii 14 marca 2018 roku. Osiągnął 12 pozycję w rankingu Oricon i pozostał na liście przez 7 tygodni. Japońska wersja albumu ukazała się 26 września 2018 roku, wydana przez YGEX. Osiągnęła 1 pozycję w rankingu Oricon i pozostała na liście przez 4 tygodnie.

## Tło
Po wydaniu debiutanckiego albumu Welcome Back w 2015 roku, przez dwa lata grupa odbyła kilka tras koncertowych: pierwszą trasę po Azji i dwie japońskie trasy, w tym trasę Japan Dome. Trasy zgromadziły łącznie ponad 800 tysięcy fanów, łamiąc kilka rekordów dla debiutujących artystów. W międzyczasie grupa wydała dwa single: cyfrowy „#WYD” (kor. 오늘 모해 (#WYD)) oraz fizyczny New Kids: Begin.
We wrześniu 2017 roku iKON rozpoczęli kręcenie nowego teledysku, a 20 września Yang Hyun-suk udostępnił nagranie z teledysku na swoim osobistym kanale w mediach społecznościowych, a w następnym miesiącu członkowie potwierdzili, że pracują nad nową muzyką.
W grudniu YG Entertainment ogłosiło, że comeback zespołu planowany jest na styczeń 2018 roku, a Yang udostępnił kolejny zwiastun sceny filmowania teledysków poprzez swoje media społecznościowe. 6 stycznia iKON wydali zwiastun filmowy, z tytułem albumu Return. Film został wyreżyserowany przez VM Project Architecture i zawierał monolog członka iKON – Bobby’ego. Członkowie zespołu powiedzieli, że wybrali taką nazwę albumu, ponieważ oddaje uczucie spojrzenia na ich początek i początkowe intencje. 12 stycznia YG Entertainment ujawniło pierwszy plakat z oficjalną datą premiery na oficjalnym blogu, z datą 25 stycznia. Następnego dnia ogłosili tytuł głównego singla – „Love Scenario”. Później została ujawniona lista utworów, osiem nowych utworów z czterema koreańskimi wersjami utworów wydanych wcześniej w Japonii. B.I miał swój udział w kompozycji i pisaniu tekstów wszystkich 12 utworów, z innymi artystami i producentami YG, którzy pracowali nad albumem, w tym Psy'em, Tablo, Choice37, Teddym Parkiem, Bekuh BOOM, Millennium, Yoo Gun-hyung i innych.

## Lista utworów
Wersja koreańska
| CD  | CD | CD                        | CD                             | CD                   | CD      |
| Nr  | Tytuł utworu                                                                                                | Tekst                     | Kompozycja                     | Aranżacja            | Długość |
| --- | --- | ------------------------- | ------------------------------ | -------------------- | ------- |
| 1.  | „Love Scenario” (kor. 사랑을 했다 (LOVE SCENARIO) Sarang-eul haetda (LOVE SCENARIO))                        | B.I, Bobby, Mot Mal       | B.I, Millennium, Seung         | Millennium           | 3:29    |
| 2.  | „Beautiful”                                                                                                 | B.I, Bobby, Teddy Park    | Choice37, B.I, Teddy           | Choice37, Teddy      | 3:15    |
| 3.  | „One and Only” (kor. 돗대 (ONE AND ONLY) Dotdae (One and Only)) (B.I solo)                                  | B.I                       | Choice37, B.I                  | Choice37             | 3:26    |
| 4.  | „Jerk” (kor. 나쁜놈 (JERK) Nappeunnom (Jerk))                                                               | B.I, Bobby                | B.I, Kang Wook-jin             | Kang Wook-jin        | 3:43    |
| 5.  | „Best Friend”                                                                                               | B.I, Lee Jung-hyun        | Future Bounce, Bekuh BOOM, B.I | Future Bounce        | 3:50    |
| 6.  | „Everything”                                                                                                | B.I, Bobby, Psy           | Psy, Yoo Gun-hyung, B.I        | Psy, Yoo Gun-hyung   | 3:34    |
| 7.  | „Hug Me” (kor. 안아보자 (HUG ME) An-aboja (Hug Me))                                                         | B.I, Bobby                | B.I, Tablo                     | Tablo                | 3:36    |
| 8.  | „Don’t Forget” (kor. 잊지마요 (DON’T FORGET) Ij-jimayo (Don’t Forget))                                      | B.I, Bobby, Kang Wook-jin | B.I, Kang Wook-jin, Diggy      | Kang Wook-jin, Diggy | 4:13    |
| 9.  | „Sinosijak” (kor. 시노시작 (Sinosijak)) (Special Bonus Track)                                               | B.I, Bobby                | B.I, Kang Wook-jin             | Kang Wook-jin        | 3:08    |
| 10. | „Love Me” (kor. 나를 사랑하지 않나요? (LOVE ME) Nareul saranghaji anhnayo? (Love Me)) (Special Bonus Track) | B.I, Bobby, Kush, Ju-ne   | Choice37, B.I, Kush, Ju-ne     | Choice37             | 3:28    |
| 11. | „Just Go” (Special Bonus Track)                                                                             | B.I                       | Kang Wook-jin, B.I             | Kang Wook-jin        | 3:36    |
| 12. | „Long Time No See” (Special Bonus Track)                                                                    | B.I, Bobby                | B.I, Choice37, Lydia, Taeyang  | Choice37             | 3:26    |

Wersja japońska
| CD  | CD                                         | CD                             | CD                   | CD      |
| Nr  | Tytuł utworu                               | Kompozycja                     | Aranżacja            | Długość |
| --- | ------------------------------------------ | ------------------------------ | -------------------- | ------- |
| 1.  | „Love Scenario” (wer. japońska)            | B.I, Millennium, Seung         | Millennium           | 3:29    |
| 2.  | „Beautiful” (wer. japońska)                | Choice37, B.I, Teddy           | Choice37, Teddy      | 3:16    |
| 3.  | „One and Only” (wer. koreańska) (B.I solo) | Choice37, B.I                  | Choice37             | 3:26    |
| 4.  | „Jerk” (wer. japońska)                     | B.I, Kang Wook-jin             | Kang Wook-jin        | 3:43    |
| 5.  | „Best Friend” (wer. japońska)              | Future Bounce, Bekuh BOOM, B.I | Future Bounce        | 3:50    |
| 6.  | „Everything” (wer. japońska)               | Psy, Yoo Gun-hyung, B.I        | Psy, Yoo Gun-hyung   | 3:34    |
| 7.  | „Hug Me” (wer. japońska)                   | B.I, Tablo                     | Tablo                | 3:36    |
| 8.  | „Don’t Forget” (wer. japońska)             | B.I, Kang Wook-jin, Diggy      | Kang Wook-jin, Diggy | 4:13    |
| 9.  | „Rubber Band” (wer. japońska)              |                                |                      | 3:17    |
| 10. | „#WYD” (wer. japońska)                     |                                |                      | 3:31    |
| 11. | „Love Me” (wer. japońska)                  |                                |                      | 3:28    |

## Notowania
| Lista                        | Pozycja |
| ---------------------------- | ------- |
| Gaon Weekly Album Chart      | 2       |
| Gaon Yearly Album Chart      | 45      |
| Oricon Weekly Album Chart    | 12      |
| Five Music (Tajwan)          | 3       |
| Billboard Japan Hot Albums   | 23      |
| SNEP                         | 117     |
| Billboard World Albums Chart | 3       |
| Billboard Heatseekers Albums | 9       |

## Sprzedaż
| Kraj             | Sprzedaż                        |
| ---------------- | ------------------------------- |
| Korea Południowa | 107 621+ (stan na luty 2019 r.) |
| Japonia          | 80 783+                         |